# 能代地震
能代地震（のしろじしん）は、元禄7年（1694年）6月19日、出羽国野代（現秋田県能代市）を震源として発生した。
能代南方地震、能代大地震とも呼ばれる。地震の規模はM7前後と推測されている。

## 概要
能代市を南北に走る全長約22kmの能代断層帯の活動によって発生した。この地震による被害は42ヶ村に及び、家屋倒壊1,273戸、焼失859戸、死者394人だった。震源の野代は総戸数1132戸のうち全壊または焼失した家屋1,070戸、死者300名という壊滅的な被害を受けた。秋田城下で侍屋敷や町屋の破損があったほか、能代から深浦沿岸にかけて山崩れが発生し、岩木山では硫黄坑が発火した。また、この地震によって20〜30cmの津波が発生したと考えられている。

## 宝永の地震
宝永元年(1704年)5月27日羽後津軽を震源とするM7前後の地震で岩館地震、能代北方地震とも呼ばれるが、10年前の地震に続いて発生していることや被害状況からこちらも俗に能代地震と呼ばれる。被害は焼家約2千戸、死者約70人余とする記録もある。各地で山崩れが起こり青森県深浦町では川がせき止められたことで十二湖が生じた。
10年前の震災から復興したばかりの野代は1,250戸のうち倒壊435戸、焼失758戸という壊滅的な被害を受け、58人が死亡した。この度重なる震災に悲嘆した人々は、古名ヌシロに当てた野代という字が野と代わると読めることを忌避し、能く代わる（よくかわる）と読める「能代」に改名した。偶然にもこの改名以降1983年の日本海中部地震まで能代では大きな地震の被害は発生しなかった。